# Reißtalquelle
Die Reißtalquelle (älter Reissthal- oder Reistal- geschrieben, auch Wahnquelle) ist eine Quelle an der Rax in Niederösterreich, die für die I. Wiener Hochquellenwasserleitung gefasst wurde.

## Lage
Die Quelle befindet sich taleinwärts von Hinternaßwald am Nassbach, im Gemeindegebiet Schwarzau im Gebirge, am Taleingang des Reißtals unterhalb der Scheibwaldmauer und Kahlmäuer, dem Nordwestabbruch des Raxmassivs.

## Geschichte
Die Reißtalquelle liegt im Raum Naßwald–Wasseralm, ein von Anfang an als Hauptquelle der im Laufe der 1860er erbauten und 1873 eröffneten Hochquellenleitung geplantes Quellgebiet. Durch das Reichswassergesetz des Jahres 1869 und das niederösterreichische Landeswasserrechtsgesetz des Jahres 1870 wurde aber die rechtliche Stellung aller Unterlieger, Werksbesitzer wie Gemeinden, wesentlich verbessert. Daher musste die Stadt Wien ihre entsprechenden wasserrechtlichen Anträge durch sämtliche Instanzen bis zum Verwaltungsgerichtshof durchfechten. So wurde die Quelle erst in den mittleren 1890ern an das Wasserversorgungssystem angeschlossen.

## Hydrologie, Bauliches und Wasserschutz
Die Quelle gehört zur hydrogeologischen Sperrschicht der Werfen-Formation, unterlagert von Grauwackenzone, die den Wettersteinkalk der Rax-Schneeberg-Gruppe westlich und südlich begrenzt. Der Anstau steigt von 700 m bei Naßwald auf 1300 m am Naßkamm an.
Sie entspringt der Geröllverfüllung des Reißtales.
Die Quellfassung ist ein kleines, schachtartiges Wasserschloss, das bis auf die unterlagerte Lehmschicht in etwa 7 m Tiefe führt. Zusätzlich wurde ein Saugkanal über die gesamte Talbreite zur Erfassung der am Talgrund auftretenden Zuflüsse gegraben. Dieser Plattenkanal, bachaufwärts geschlitzt, bachabwärts vollwandig, ist 74 m lang und hat 1,7 × 0,7 m Querschnitt.
Das Brunnhaus steht wie die ganze I. Hochquellleitung unter Denkmalschutz.
Die Reißtalquelle schüttet etwa 70–200 Liter pro Sekunde, das sind 6.000–17.000  Kubikmeter täglich, was maximal ein knappes Zehntel der Gesamtleistung der I. Hochquellleitung ausmachen würde. Sie gibt aber relativ konstant 7–8.000 m³/d.
Die Temperatur beträgt recht konstant 6,7 °C. Die Wasserhärte beläuft sich auf 9,9 °dH, das weitaus kalkigste Wasser der Leitung, die gesamt einen Durchschnitt von 7,3 aufweist.
Seit 1965 besteht hier das große Wasserschongebiet Rax–Schneeberg–Schneealpe, und im Umkreis von 500 Metern ist strenges Wasserschutzgebiet. Die Gründe um Wasseralmquelle und Reißtalquelle gehören im Ausmaß von 2166,5 ha der Stadt Wien. Der Wasserschutz wird von der Wiener MA 31 (Wien Wasser) und der MA 49 (Forstamt) betraut. Außerdem ist das umfassende Landschaftsschutzgebiet Rax–Schneeberg.